# محمد عطا
محمد محمد امیر عوض سید عطا (عربی: محمد محمد الأمير عوض السيد عطا؛ زادهٔ ۱ سپتامبر ۱۹۶۸ در کفر الشیخ — درگذشتهٔ ۱۱ سپتامبر ۲۰۰۱ در نیویورک) بنا بر نظر اف‌بی‌آی سرگروه ربایندگان هواپیمایی امریکن ایرلاینی بود که در واقعه ۱۱ سپتامبر اولین هواپیمایی بود که به برج‌های مرکز تجارت جهانی برخورد کرد. او در کفر الشیخ، مصر به دنیا آمد و در سال ۱۹۹۲ برای تحصیلات به آلمان رفت. او در سال ۱۹۹۹ با اسامه بن لادن دیدار کرد و در این دیدار اسامه به او رهبری عملیات دزدی هواپیما و اصابت آن‌ها به برجهای دوقلو مرکز تجارت جهانی را واگذار کرد. او رهبر شبکه هامبورگ بود که هسته مرکزی این گروه شامل ۴ نفر ( محمد عطا، زیاد جراح، رمزی بن الشیب و مروان الشیحی) بودند.

## سرآغاز زندگی

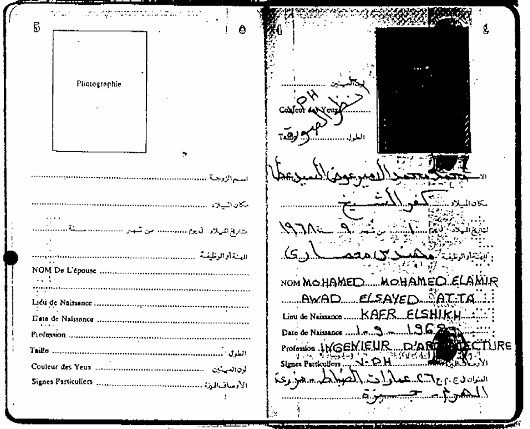
تصویر گذرنامه مصری محمد عطاء

محمد عطا در یک خانواده سختگیر متولد شد. پدرش وکیل بود و مادرش از خانواده‌ای ثروتمند و تحصیل کرده بود. پدرش خویشاوندان زیادی نداشت و خویشاوندان مادری هم فاصله زیادی با آن‌ها داشتند و به این دلیل خانواده او کم رفت‌وآمد بودند. پدرش سختگیر بود و او و دو خواهرش را به شدت مجبور به درس خواندن می‌کرد و از بازی کردن آن‌ها با بچه‌های همسایه جلوگیری می‌کرد. در عوض عطا مجبور بود در خانه بماند و به شدت مطالعه کند. در سال ۱۹۸۵ عطا توانست با رتبه‌ای عالی در رشته مهندسی معماری در دانشگاه قاهره پذیرفته شود و در سال ۱۹۹۰ فارغ‌التحصیل شد..

## مهاجرت به آلمان
در سال ۱۹۹۲ پدر عطا یک زوج آلمانی را که برای مسافرت به قاهره آمده بودند به شام دعوت کرد. این زوج به عطا پیشنهاد کردند برای ادامهٔ تحصیل به آلمان برود و به‌طور موقت در خانه آن‌ها زندگی کند. عطا دو هفته بعد به هامبورگ رفت و در رشتهٔ برنامه‌ریزی شهری در دانشگاه فنی هامبورگ ثبت نام کرد. ۶ ماه بعد زوج آلمانی از عطا خواستند تا خانه آن‌ها را ترک کند و عطا یک خانه دانشجویی سه‌نفره اجاره کرد. عطا پس از آمدن به هامبورگ مذهبی‌تر شد، مرتب به مسجد می‌رفت. عطا در هامبورگ با مسجدالقدس و عقاید  مسلمان آنجا آشنا شد. عطا در القدس کلاس درس و گروه نماز تشکیل داد و دوستان زیادی پیدا کرد. در زمستان ۱۹۹۸ عطا به همراه دوستان خود آپارتمان شماره ۵۴ را در مارین اشتراس اجاره کرد. آپارتمان شماره ۵۴ کانون اصلی ترویج عقاید ضد آمریکایی و راه‌های حمله به آمریکا بود که اعضای شبکهٔ هامبورگ شب‌ها آنجا جمع می‌شدند و تصاویر مسلمانان را از تلویزیون می‌دیدند.

## سفر به افغانستان و ملاقات با بن لادن
در نوامبر ۱۹۹۹ عطا به همراه زیاد سمیر جراح، مروان الشحی و رمزی بن الشیبه با هواپیما از هامبورگ به استانبول رفتند و از آنجا با پروازی دیگر به کراچی پاکستان رفتند و عاملان تروریست آن‌ها را از مرز افغانستان عبور دادند و به مخفیگاه بن لادن بردند. آن‌ها با اسامه بن لادن دیدار کردند و با او بیعت کردند. بن لادن از آن‌ها پرسید که آیا حاضرند عملیات شهادت طلبانه انجام دهند و آن‌ها جوابی مثبت دادند. بن لادن به آن‌ها مأموریت هواپیماربایی در ایالات متحده را داد و محمد عطا را به عنوان رهبر عملیات انتخاب کرد. آن‌ها برای اطلاع از جزئیات عملیات به دیدار خالد شیخ محمد در پاکستان رفتند. او به آن‌ها گفت سریعاً به هامبورگ بازگردند و برای تحصیل در مدارس خلبانی درخواست بدهند. آن‌ها بعد از بازگشتن به هامبورگ اعلام کردند که پاسپورتشان مفقود شده تا به این شکل مهر سفر به افغانستان و پاکستان را پاک کنند.

## سفر به ایالات متحده و آموزش خلبانی
در مارس ۲۰۰۰ محمد عطا به ۳۱ مدرسه خلبانی مختلف در ایالات متحده ایمیلی به این شکل فرستاد:
ما گروهی کوچک از مردانی جوان از کشورهای عربی مختلف هستیم، ما تمایل داریم خلبانی حرفه‌ای هواپیماهای مسافربری را بیاموزیم. ما هیچ چیز از خلبانی نمی‌دانیم اما به شدت آماده یادگیری هستیم.
در ۱۷ می۲۰۰۰ عطا که بیش از ۵ سال در آلمان زندگی کرده بود خیلی راحت توانست ویزای ۵ ساله آمریکا را دریافت کند. عطا و الشیحی در مدرسه خلبانی در ونیس در ایالت فلوریدا پذیرفته شدند و دوست دیگرشان زیاد جراح در مدرسه خلبانی دیگری در همان شهر ثبت نام کرد. آن‌ها در مدت کوتاهی توانستند خلبانی هواپیمای خصوصی تک موتوره را بیاموزند. هزینه‌های تحصیل آن‌ها از طریق ارسال پول به یک حساب بانکی مشترک به وسیله القاعده تأمین می‌شد. عطا و الشیحی توانستند با یک شبیه‌ساز حرفه‌ای آموزش پرواز با هواپیماهای مسافربری را بیاموزند.

## سفر به اسپانیا و دیدار با بن الشیب
در ژوئیه سال ۲۰۰۱ عطا به اسپانیا رفت تا برای آخرین بار با رمزی بن الشیب دیگر عضو شبکه هامبورگ که نتوانسته بود ویزای سفر به آمریکا را دریافت کند ملاقات کند. بن الشیب در هامبورگ وظیفه ارتباط با القاعده و ارسال پول برای عطا و دوستانش را در آمریکا بر عهده داشت. در این ملاقات بن الشیب جزئیات عملیات را که بن لادن دستور داده بود به عطا منتقل کرد. اهداف بن لادن ساختمان کنگره، پنتاگون و برج‌های دوقلو (مرکز تجارت جهانی) بود که از نظر بن لادن نماد قدرت اقتصادی یهودیان آمریکا بودند. آن‌ها توافق کردند که چنانچه زیاد جراح از انجام عملیات سرباز زند زکریا موسوی را جایگزین او کنند.

## اوت سال ۲۰۰۱ و برنامه‌ریزی نهایی

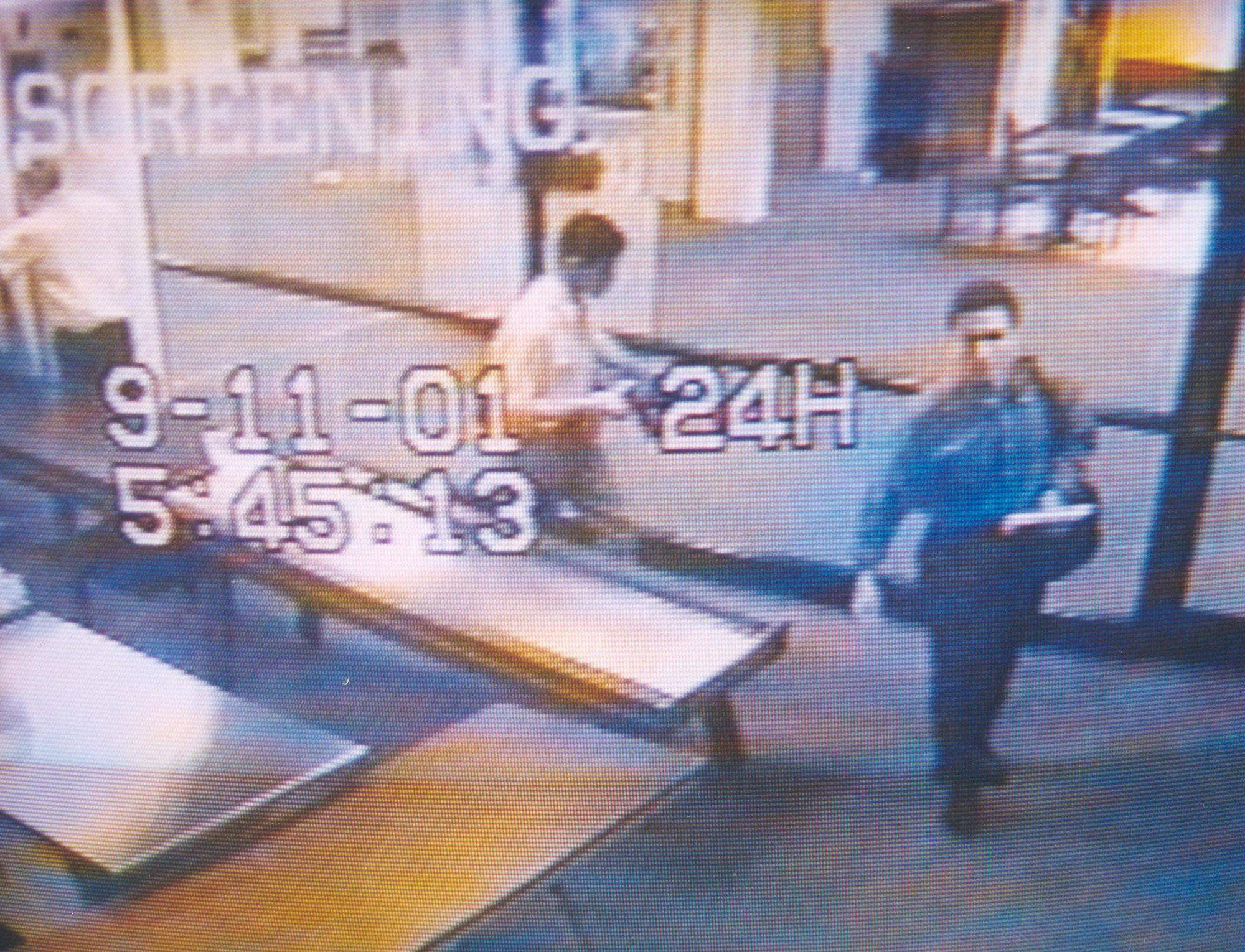
محمد عطاء (پیراهن آبی) به همراه عمری در فرودگاه بین‌المللی پورتلند. صبح روز یازده سپتامبر

در این زمان عطا و دوستانش با خریدن بلیت و مسافرت‌های هوایی به نقاط مختلف آمریکا شرایط هواپیما را برای به کنترل درآوردن بررسی کردند. عطا به این نتیجه رسید که ۴ نفر در هر هواپیما برای حمله به اتاقک خلبان و کنترل مسافران کافی است. این افراد اضافی توسط بن لادن به آمریکا فرستاده شدند. قرار بر این شد که عطا و الشیحی برج‌های دوقلو (مرکز تجارت جهانی)، زیاد جراح ساختمان کنگره و یک مرد عربستانی به نام هانی هانجور نیز پنتاگون را هدف قرار دهند. هر خلبانی که از رسیدن به هدف تعیین شده بازمی‌ماند می‌بایست هواپیما را نابود می‌کرد.

## س‍پتامبر ۲۰۰۱ و حمله نهایی
در روز دهم سپتامبر اعضای شبکه هامبورگ به همراه ۱۶ هواپیماربای دیگر که بن لادن فرستاده بود در موقعیت‌های خود در نقاط مختلف آمریکا مستقر شدند تا برای حمله به ۴ هدف مورد نظر بن لادن آماده شوند. عطا به همراه هواپیماربای دیگری به نام العمری با اتومبیل از شهر پورتلند در ایالت مین به بوستون رفتند و در یک هتل اتاق ۲۳۲ را اجاره کردند. آن‌ها در پیتزا هات غذا خوردند و شب را در اتاق سپری کردند. عطا و العمری در ساعت ۶ صبح فردا به فرودگاه بین‌المللی لوگان رفتند. عطا به علت عجله کیف خود را در فرودگاه جا گذاشت. در این کیف که بعداً کشف شد یونیفرم خلبانی و کتاب آموزش پرواز و نیز یادداشتی به زبان عربی بود که در بخشی از آن با عنوان شب آخر چنین آورده شده بود «قسم بخور که مرگ را پذیرا باشی، در آرامش کامل باش، زیرا زمان زیادی تا رسیدنت به بهشت نمانده‌است» آن‌ها در ساعت ۷:۴۹ دقیقه بر روی صندلی ردیف ۸ در هواپیمای آمریکن ارلاینز پرواز ۷۱۱ نشستند. این هواپیما از بوستون به این آنجلس می‌رفت و ۸۱ مسافر داشت. ۱۵ دقیقه بعد از شروع پرواز هواپیماربایان کنترل هواپیما را در دست گرفتند. در ساعت ۸:۲۴ مأموران کنترل ترافیک هوایی صدای محمد عطا را شنیدند که می‌گفت «ما چند هواپیما در اختیار داریم، ساکت باشید، داریم برمی‌گردیم به فرودگاه به هیچ‌کس آسیب نخواهد رسید، سعی نکنید هیچ حرکت احمقانه‌ای انجام بدید» سرانجام عطا در ساعت ۸:۴۶ دقیقه پرواز ۷۱۱ آمریکن ارلاینز را به برج شمالی مرکز تجارت جهانی کوبید. دیگر عضو شبکه هامبورگ مروان الشیحی نیز پرواز شماره ۱۷۵ هواپیمایی یونایتد را ۱۷ دقیقه بعد به برج جنوبی مرکز تجارت جهانی کوبید ،۲۷۵۹ نفر جان باختند. در ساعت ۹:۳۷ دقیقه هانی هانجور پرواز شماره ۷۷ هواپیمایی آمریکن ارلاینز را به ساختمان پنتاگون زد و ۱۸۹ نفر جان باختند. زیاد جراح که سوار بر پرواز شماره ۹۳ خطوط هوایی یونایتد بود بواسطه مقاومت مسافران هواپیما و درگیر شدنشان با هواپیماربایان هرگز نتوانست به ساختمان کنگره برسد و در دشتی در ایالت پنسیلوانیا سقوط کرد و هر ۴۴ نفر سرنشین آن کشته شدند.

## واکنش خانواده
پدر عطا، محمد الأمیر عطا که یک وکیل بازنشسته در مصر بود این ادعا را که فرزندش در عملیات ۱۱ سپتامبر شرکت داشته رد کرد و آن را توطئه موساد دانست. او فرزندش را پسری آرام و خجالتی توصیف کرد که علاقه‌مند به تحصیل و نسبت به مسائل سیاسی بی اعتنا بوده‌است. وی مدعی شد که ۲ روز بعد از واقعه ۱۱ سپتامبر تلفنی با پسرش صحبت کرده‌است. همچنین در مصاحبه‌ای که با مجله بیلد آلمان در اواخر سال ۲۰۰۲ انجام داد مدعی شد، فرزندش زنده‌است و در مخفیگاه به سر می‌برد. کارشناسان معتقدند پدر عطا برای رد شرکت فرزندش در عملیات ۱۱ سپتامبر و بدنام نشدن خانواده اش این ادعاهای دروغ را مطرح می‌کند.

## کشف ویدئو پیام شهادت
در اول اکتبر ۲۰۰۶ سایت ساندی تایمز ویدئویی را منتشر کرد که در آن محمد عطا و زیاد جراح را در کمپ آموزشی گروه تروریستی القاعده در افغانستان نشان می‌داد. در قسمتی از فیلم اسامه بن لادن در کنار جراح و عطا مشخص بود و رمزی بن الشیب نیز در فیلم تشخیص داده می‌شد. این فیلم کیفیت تصویری بالایی داشت و در مقر القاعده کشف شده بود ولی صدا نداشت. به احتمال زیاد در این فیلم محمد عطا وصیت یا پیام شهادتش را یک سال پیش از حادثه می‌خواند. ویدئوی پیام شهادت، ویدئویی است که بسیاری از گروه‌ها تروریستی، پیش از عمل انتحاری، از افرادشان ضبط می‌کنند تا انگیزه‌ای باشد برای افراد تازه‌وارد.